# 한국체육산업개발
주식회사 한국체육산업개발(韓國體育産業開發, KSPO&CO)는 국민체육진흥공단이 출자한 상법상의 주식회사로서 올림픽공원과 미사리조정경기장 등 '88서울올림픽 시설물과 분당ㆍ일산 등 스포츠센터의 관리 및 운영을 통하여 공연장 대관, 스포츠교실 운영 등 다양한 사업을 전개하여 국민들에게 편안한 휴식처와 함께 복합 문화·레저공간을 제공함으로써 국민 건강과 행복을 추구하는 스포츠 · 문화사업 운영 전문기업이다. 1990년 7월 설립되었으며 서울특별시 송파구 올림픽로 424(방이동) 올림픽역도경기장 내에 위치하고 있다. 문화체육관광부 산하 기타공공기관으로 지정되어 있다.

## 연혁
- 1990년 7월: 회사설립

## 조직
- 대표이사
- 비상경영대응반
- 감사실
- 경영기획실
  - 기획팀
  - 인재경영팀
  - 경영지원팀
- 문화사업실
  - 공연사업팀
  - 공원사업팀
- 스포츠운영실
  - 수영장팀
  - 스포츠교실팀
  - 사업활성화TF팀
- 올림픽스포츠센터
  - 일산운영팀
  - 분당운영팀
- 시설관리실
  - 시설안전팀
  - 공원관리팀
- 사업지원실
  - 경정지원팀
  - 경륜지원팀
  - 지점서비스팀